# اليوم العالمي لإنهاء العنف على المشتغلين بالجنس

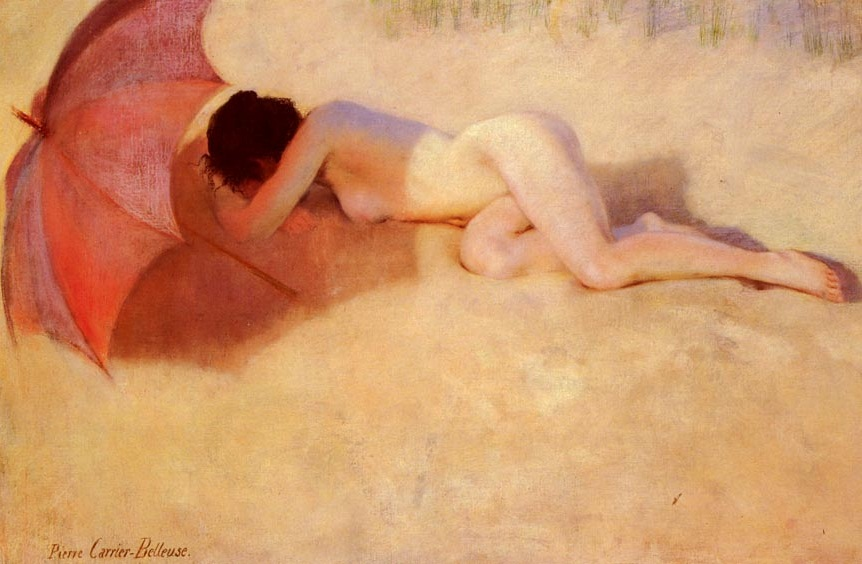

يتم الاحتفال باليوم العالمي لإنهاء العنف على المشتغلين بالجنس سنويًا في السابع عشر من ديسمبر من قِبل المشتغلين بالجنس والمدافعين عنهم وأصدقائهم وعائلاتهم وحلفائهم، وقد تم تصميمه في الأصل باعتباره نُصُبًا تذكاريًا وقائيًا لضحايا غرين ريفر كيلر في سياتل واشنطن - الولايات المتحدة الأمريكية - ، وقد تطور إلى حدث عالمي سنوي يلفت اليوم الانتباه إلى جرائم الكراهية المرتكبة ضد المشتغلين بالجنس في جميع أنحاء العالم، وكذلك الحاجة إلى إزالة وصمة العار والتمييز الاجتماعي التي ساهمت في العنف على المشتغلين بالجنس واللامبالاة من المجتمعات التي ينتمون إليها، كما يذكر نشطاء المشتغلات بالجنس أن قوانين العادات والتقييد تديم هذا العنف.

## الخلفية
تم الاحتفال لأول مرة في عام 2003  باليوم العالمي لإنهاء العنف على المشتغلين بالجنس، أسسته الدكتورة «آني سبنكل» ومشروع التوعية بالعاملات في الجنس في الولايات المتحدة الأمريكية (SWOP-USA) ، وهي منظمة أمريكية لحقوق العاملين في مجال الجنس، وفي خطاب عام ينص "Sprinkle" على: لا يتم الإبلاغ عن الجرائم العنيفة المرتكبة ضد المشتغلين بالجنس دون معالجة أو عقاب، وقد يوجد بالفعل أشخاص لا يهتمون عندما تكون البغايا ضحايا لجرائم الكراهية والضرب والاغتصاب والقتل، وبغض النظر عن رأيك في المشتغلين بالجنس والسياسة المحيطة بهم فإن المشتغلين بالجنس جزء من أحيائنا ومجتمعاتنا وعائلاتنا.

## رمز المظلة الحمراء
المظلة الحمراء هي رمز مهم لحقوق المشتغلين بالجنس وتستخدم للأحداث التي تُقام في السابع عشر من ديسمبر، وقد استُخدم رمز المظلة الحمراء لأول مرة من قِبل المشتغلين بالجنس في البندقية في إيطاليا عام 2001، وقد تعاون الفنان السلوفيني «تادي بوجاكار» مع المشتغلين بالجنس في إنشاء «جناح العاهرة» و "CODE": التثبيت الفني RED في بينالي البندقية التاسع والأربعين، كما قام العاملون في مجال الجنس بتنظيم مظاهرة في الشوارع  مظلات "Red March"؛ للاحتجاج على ظروف العمل غير الإنسانية وانتهاكات حقوق الإنسان.
اعتُمدت اللجنة الدولية لحقوق المشتغلين بالجنس في أوروبا المظلة الحمراء كرمز لمقاومة التمييز في عام 2005، ونظمت مسيرة مقابلة كحدث ختامي للمؤتمر الأوروبي المعني بالجنس وحقوق الإنسان والعمل والشؤون الجنسانية، ومؤتمر الهجرة الذي عقد في بروكسل في بلجيكا، والذي ظهر فيه حوالي 200 مشارك.